# La Femme au divan
La Femme au divan est un tableau réalisé par le peintre français Henri Matisse en 1917. Cette huile sur toile représente une femme allongée sur un divan les bras derrière la tête.  Elle est conservée au sein d'une collection privée.
Une autre toile très similaire montrant le sujet devant un fond vert-jaune plutôt que rouge foncé se trouve depuis 1982 dans les collections du Norton Simon Museum, à Pasadena, en Californie.

## Expositions
- Apollinaire, le regard du poète, musée de l'Orangerie, Paris, 2016 — n°84.